# Талькові руди

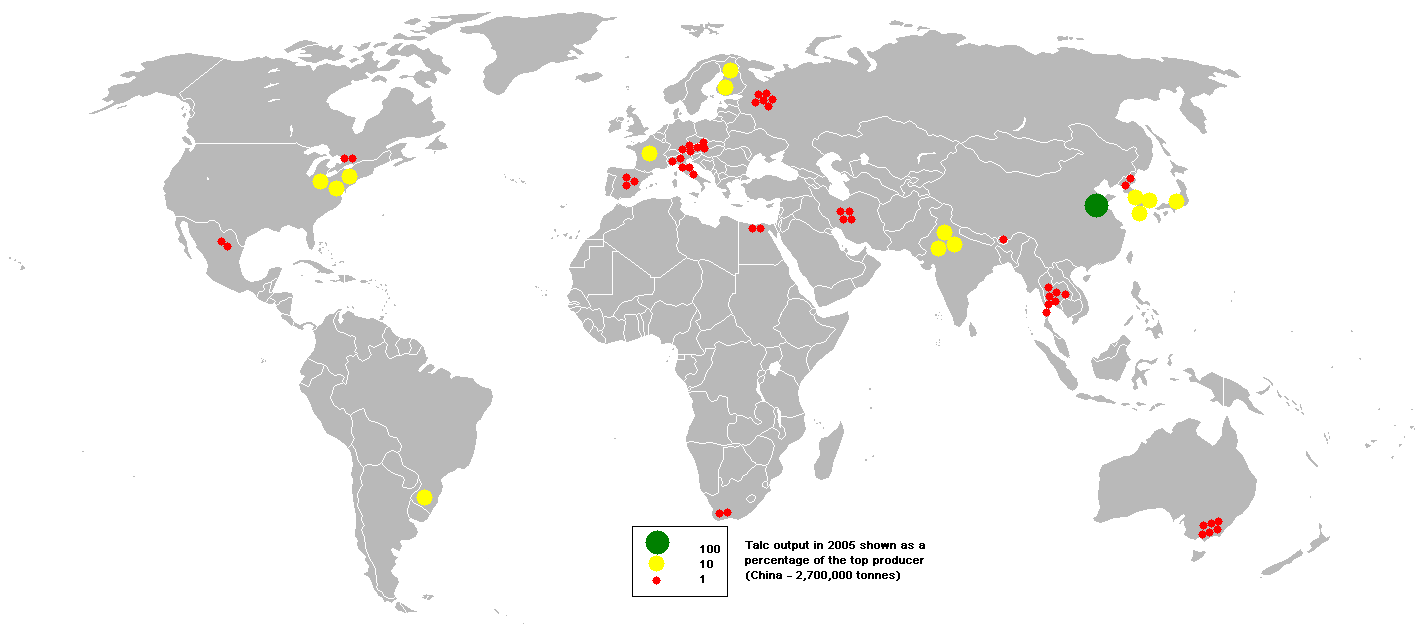
Родовища талькових руд. 2005

Талькові руди (англ. talc ores, нім. Talkerze n pl) — магнезійні силікатні і силікатно-карбонатні гірські породи, що використовуються г.ч. для вилучення тальку.

## Загальний опис
Гол. мінерал Т.р. — тальк. Характерні мінерали-супутники — хлорит, брейнерит, доломіт, кальцит, актиноліт, тремоліт, антигорит.
Розрізнюють: багаті Т.р. — талькіти (тальку понад 75 %) і бідні (не менше 35 %). Залягання рудних тіл в осн. круте і контролюється літологічними і тектонічними чинниками. Поклади Т.р. звичайно лінзовидні і пластоподібні, рідше — січні жили і штоки. Частіше за все потужність покладів складає від перших до дек. десятків м, рідко сотень м. Гіпергенні порошкуваті талькіти складають потужні крутопадаючі тіла в древніх корах вивітрювання. Т.р. відомі в Україні (Правдинське, Веселянське род.), в Закавказзі, Казахстані, РФ, Сер. Азії, Франції, Австрії, Італії, в Рудних горах, Чехії, у США, Бразилії, Індії, Китаї, Кореї та ін.

## Види родовищ
Родовища тальку і талькового каменю належать до метаморфогенно-гідротермальних утворень. Серед покладів тальку і талькового каменю залежно від складу материнських порід виділяють два типи родовищ:
- а) родовища, пов'язані з метаморфізмом ультраосновних порід;
- б) родовища, пов'язані з карбонатними породами (головним чином, доломітами).

Родовища, пов'язані з метаморфізмом ультраосновних порід (дунітів, перидотитів, піроксенітів, серпентинітів і пікритів) мають велике значення для промисловості, оскільки вони є джерелом товарного тальку, хоча якість такого тальку звичайно невисока. До цього типу родовищ належать родовища тальку і талькового каменю в Україні (Веселянське), РФ (Комодем'янівське, Пугачовське, Шабровське, Сиростанське, Джетигаринське, Киємбайське та ін. на Уралі), в Північній Осетії, в Кара-Калпакії, Туві (Актовракське), США (штати Вірджинія, Каліфорнія та ін.), Канаді (провінція Квебек) та інш. В Україні талькові породи є серед метаморфічних порід Українського щита на Криворіжжі (глибина залягання 75-500 м). Прогнозні ресурси талькових сланців — 10-12 млн.т. В Інгулецькому залізорудному родов. талькові сланці містяться в розкривних породах.
Родовища, пов'язані з карбонатними породами, поширені серед доломітів і доломітизованих вапняків. Вони мають вигляд пластів, жил і лінзоподібних тіл різних розмірів і розміщуються, як правило, недалеко від контакту доломіту з кислими виверженими породами. Родовища карбонатних тальків є в Росії (Онотське у Східному Сибіру, Біраканське на Далекому Сході), Казахстані і Середній Азії, США, Канаді, Франції, Італії, Австрії та ін.

## Розробка родовищ
Родовища Т.р. розробляються в осн. відкритим способом. Для відбору грудкового тальку найвищої білизни використовується ручна і автоматична фотоелектрична вибірка. Видалення залізистих домішок з низьких сортів іноді проводиться магнітною сепарацією; вилучення тальку — пінною флотацією. Для одержання талькового порошку за рубежем широко застосовуються струминні млини. Добувають Т.р. більш ніж в 40 країнах. Облік видобутку тальку проводять спільно з пірофілітом. Провідні країни по видобутку — США, Бразилія, РФ, Індія, Фінляндія, Франція, Італія, Австрія, Канада.

## Талькові руди в Україні
В Україні талькові породи поширені в межах Криворізького залізорудного басейну на глибині 75-500 м. Прогнозні ресурси талькових сланців — 10-12 млн.т. Тальк видобувається у родовищах Правдинському і Веселянському.